# Saint-Agnant
Saint-Agnant ist eine französische Gemeinde mit 2.774 Einwohnern (Stand: 1. Januar 2022) im Département Charente-Maritime in der Region Nouvelle-Aquitaine. Sie gehört zum Arrondissement Rochefort und zum Kanton Marennes.

## Geographie
Saint-Agnant liegt rund acht Kilometer südlich von Rochefort, am Rande der Sumpflandschaft rund um die Mündung des Flusses Seudre. Umgeben wird Saint-Agnant von den Nachbargemeinden Échillais im Norden, Trizay im Nordosten und Osten, Champagne im Osten und Südosten, Saint-Jean-d’Angle im Süden, Beaugeay im Westen sowie Soubise im Nordwesten. Saint-Agnant wird vom Schifffahrtskanal Canal de la Seudre à la Charente (auch Canal de Bridoire genannt) durchquert.
Im Gemeindegebiet liegt der Flughafen Rochefort, der sowohl militärisch als auch zivil genutzt wird. Durch die Gemeinde führt die frühere Route nationale 733 (heutige D733).

## Bevölkerungsentwicklung
| Jahr      | 1962 | 1968 | 1975 | 1982 | 1990 | 1999 | 2006 | 2012 | 2019 |
| Einwohner | 1182 | 1205 | 1346 | 1594 | 1830 | 2083 | 2285 | 2565 | 2700 |

## Sehenswürdigkeiten
- Kirche Notre-Dame du Bon-Secours
- Rathaus
- Ehemaliger Bahnhof
- Kanal de la Bridoire
- Abtei von Montierneuf und Taubenturm

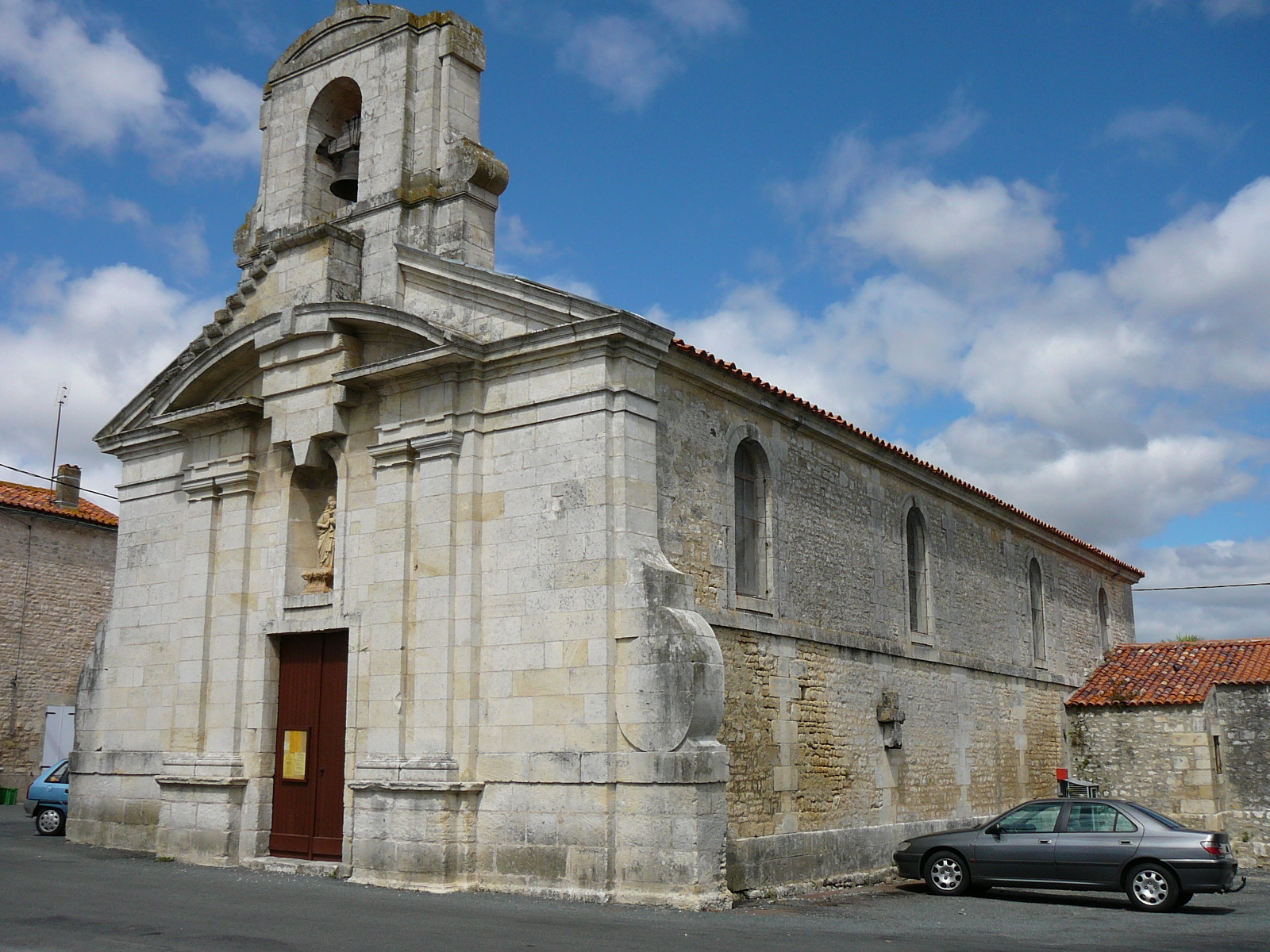
Kirche von Saint-Agnant
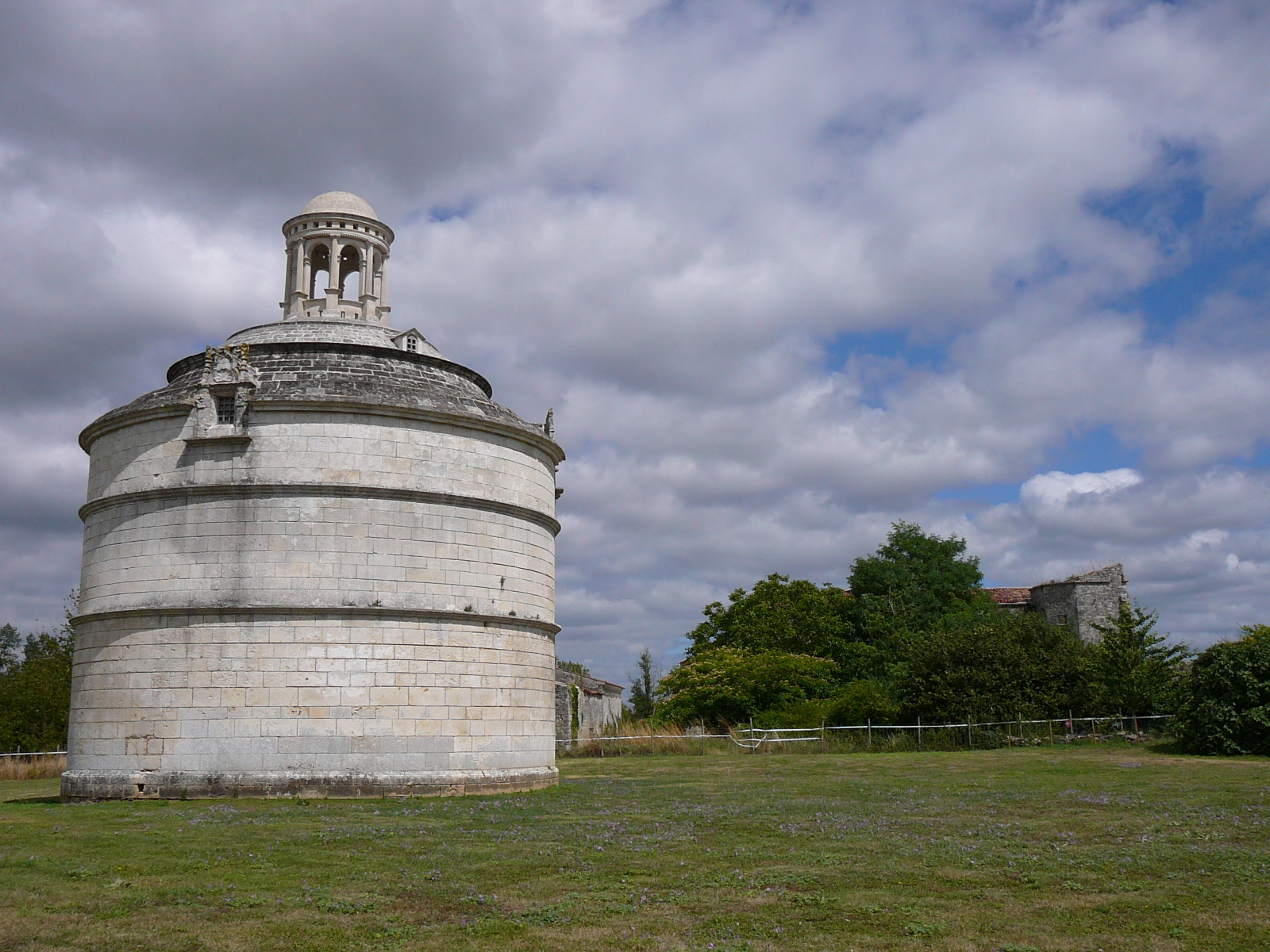
Taubenturm bei der Abtei von Montierneuf